# جون كامبل (مهندس)
جون كامبل (بالإنجليزية: John Campbell)‏ هو مهندس بريطاني، ولد في 1938.